# Premi Genesis
El Premi Genesis (hebreu: פרס בראשית‎, anglès: Genesis Prize) va ser fundat el 2012 com un premi dotat amb un milió de dòlars americans i es concedeix anualment a persones jueves que han aconseguit reconeixement i excel·lència en els seus àmbits. El preu va ser fundat amb l'objectiu d'inspirar i desenvolupar un sentit d'orgull i pertinença entre els joves jueus sense afiliació de tot el món.

## Premiats
- Michael Bloomberg, 2013
- Michael Douglas, 2015
- Itzhak Perlman, 2016
- Anish Kapoor, 2017
- Natalie Portman, 2018